# Penzenská oblast
Penzenská oblast (rusky Пе́нзенская о́бласть) je oblastí Ruské federace. Nachází se v Povolžském federálním okruhu. Administrativním centrem je město Penza. Na severu hraničí s Mordvinskem, na jihu se Saratovskou a na západě s Tambovskou oblastí. Oblast získala název podle pevnosti Penza, založené zde v 17. století.
V srpnu roku 1918 zde tajná policie Čeka začala na Leninův rozkaz stavět první koncentrační tábor v Sovětském Rusku.[kde?]

## Historie
Penzenská oblast vznikla 4. února 1939.

## Oblastní symboly

### Vlajka
Vlajka Penzenské oblasti je tvořena listem o poměru stran 2:3 se dvěma svislými pruhy, zeleným a žlutým o poměru šířek 1:5. Uprostřed žlutého pruhu je umístěn znak oblasti o výšce ⅔ šířky vlajky.
V letech 2002–2022 měla oblast neobvyklou vlajku: list o poměru stran 5:8 se dvěma svislými pruhy, zeleným a žlutým, o poměru šířek 5:27. Uprostřed žlutého pruhu, s nevelkým posunem k žerdi a hornímu okraji, byl vyobrazen (převážně tmavě zlatavou barvou) obličej Spasitele, s výškou ⅔ šířky vlajky.

## Obyvatelstvo
Hlavní etnika (stav 2002):
- Rusové (86,4 %)
- Tataři (6,0 %)
- Mordvinci (4,9 %)
- Ukrajinci (0,9 %)
- Čuvaši (0,5 %)
- Arméni (0,3 %)
- Bělorusové (0,2 %)
- Romové (0,2 %)
- Ázerbájdžánci, Židé, Němci, Uzbekové (po 0,1 %)

Velká města s údaji o počtu obyvatel (stav 2020):
- Penza 492 376
- Kuzněck 78 390
- Zarečnyj 58 510
- Kamenka 33 491
- Serdobsk 30 220
- Zasečnoje 26 878
- Nižnij Lomov 20 421
- Nikolsk 19 873